# Филлопорус
Филло́порус (лат. Phylloporus) — род грибов семейства болетовые (Boletaceae). С начала XXI века некоторыми исследователями включается в род моховик (Xerocomus).

## Биологическое описание
Плодовые тела шляпконожечные, мясистые, небольших или средних размеров.
Шляпка гладкая или бархатистая, сухая. Гименофор пластинчатый, пластинки толстые, часто неправильно сросшиеся, образуя своего рода сеточку. Ножка центральная
Мякоть белого или желтоватого цвета, у многих видов при автооксидации приобретающая синий оттенок различной интенсивности.
Споры от эллиптических то веретеновидных. Трама пластинок почти параллельная или билатеральная. Гифы кутикулы шляпки, эпикутиса, неправильно переплетённые.

## Ареал и экология
Род имеет обширный ареал на всех континентах, кроме Антарктиды. Все виды рода образуют микоризу. Обычно произрастают на почве, реже — на гниющей древесине.

## Систематика

### Синонимы
- Gymnogomphus Fayod, 1889
- Xerocomus subg. Phylloporus (Quél.) Klofac, 2007

### Некоторые виды
- Phylloporus alborufus M.A.Neves & Halling, 2010
- Phylloporus arenicola A.H.Sm. & Trappe, 1972
- Phylloporus aurantiacus Halling & G.M.Muell., 1999
- Phylloporus bogoriensis Höhn., 1914
- Phylloporus boletinoides A.H.Sm. & Thiers, 1964
- Phylloporus bellus (Massee) Corner, 1971
- Phylloporus brunneiceps N.K.Zeng, Zhu L.Yang & L.P.Tang, 2012
- Phylloporus caballeroi Singer, 1973
- Phylloporus castanopsidis M.A.Neves & Halling, 2012
- Phylloporus centroamericanus Singer & L.D.Gómez, 1984
- Phylloporus clelandii Watling, 1990
- Phylloporus coccineus Corner, 1971
- Phylloporus colligatus M.A.Neves & T.W.Henkel, 2010
- Phylloporus curvatus M.A.Neves & Halling, 2007
- Phylloporus cyanescens (Corner) M.A.Neves & Halling, 2012
- Phylloporus dimorphus M.A.Neves & Halling, 2012
- Phylloporus fagicola Montoya & Bandala, 2011
- Phylloporus fibulatus Singer, Ovrebo & Halling, 1990
- Phylloporus foliiporus (Murrill) Singer, 1978
- Phylloporus guzmanii Montoya & Bandala, 1991
- Phylloporus hyperion (Cooke & Massee) Singer, 1955
- Phylloporus infuscatus M.A.Neves & Halling, 2012
- Phylloporus leucomycelinus Singer, 1978
- Phylloporus luxiensis M.Zang, 1978
- Phylloporus maculatus N.K.Zeng, Zhu L.Yang & L.P.Tang, 2012
- Phylloporus novae-zelandiae McNabb, 1971
- Phylloporus orientalis Corner, 1971
- Phylloporus pachycystidiatus N.K.Zeng, Zhu L.Yang & L.P.Tang, 2012
- Phylloporus parvisporus Corner, 1971
- Phylloporus pelletieri (Lév.) Quél., 1888
- Phylloporus phaeoxanthus Singer & L.D.Gómez, 1984
- Phylloporus pseudopaxillus Heinem. & Rammeloo, 1987
- Phylloporus pumilus M.A.Neves & Halling, 2012
- Phylloporus purpurellus Singer, 1973
- Phylloporus rhodoxanthus (Schwein.) Bres., 1900
- Phylloporus rubeolus N.K.Zeng, Zhu L.Yang & L.P.Tang, 2012
- Phylloporus rubiginosus M.A.Neves & Halling, 2012
- Phylloporus rubrosquamosus N.K.Zeng, Zhu L.Yang & L.P.Tang, 2012
- Phylloporus rufescens Corner, 1971
- Phylloporus scabripes B.Ortiz & Neves, 2007
- Phylloporus veluticeps (Sacc.) Pegler & T.W.K.Young, 1981